# Thomas Kevin O’Brien
Thomas Kevin O’Brien (* 18. Februar 1923 in Cork; † 27. Dezember 2004 in Leeds) war römisch-katholischer Weihbischof in Middlesbrough.

## Leben
Thomas Kevin O’Brien empfing am 20. Juni 1948 die Priesterweihe. Johannes Paul II. ernannte ihn am 9. November 1981 zum Weihbischof in Middlesbrough und Titularbischof von Árd Carna.
Der Bischof von Middlesbrough, Augustine Harris, weihte ihn am 8. Dezember desselben Jahres zum Bischof; Mitkonsekratoren waren Gerald Moverley, Bischof von Hallam, und William Gordon Wheeler, Bischof von Leeds.
Am 25. Juni 1998 nahm der Papst seinen altersbedingten Rücktritt an.